# Slåttholmen
Ne doit pas être confondu avec Slåttholmen (Sveio).
Slåttholmen est une île norvégienne du comté de Hordaland appartenant administrativement à Bergen.

## Description
Rocheuse et couverte de quelques arbres, elle s'étend sur environ 288 m de longueur pour une largeur approximative de 127 m. Elle compte deux habitations et deux quais d'amarrage. 